# Andrés Silva (Leichtathlet)

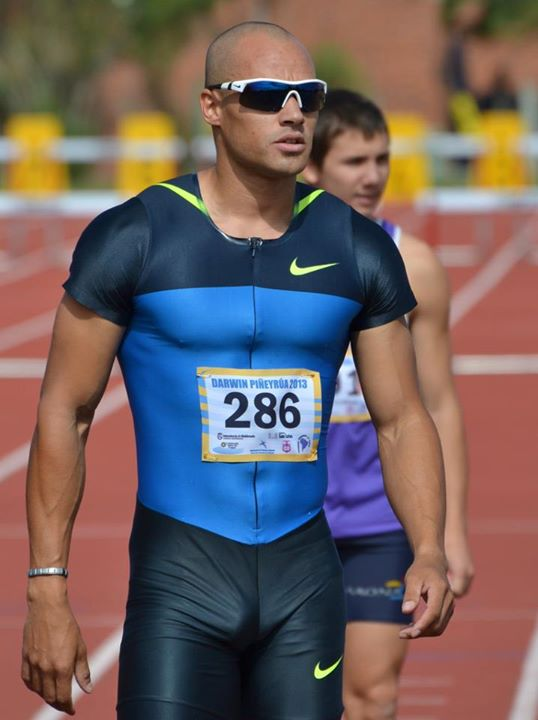
Andrés Silva (2013)

Andrés Bayron Silva Lemos (* 27. März 1986 in Tacuarembó) ist ein uruguayischer Leichtathlet.
Der je nach Quellenlage 1,79 oder 1,80 Meter große Leichtathlet, der insbesondere im Zehnkampf sowie über die Kurz- und Mittelstrecken-Laufdistanzen bei Wettbewerben antritt, gehört dem Verein Campus de Maldonado in Maldonado an. Bereits 2001 war er Uruguayischer Meister auf der 400-Meter- und der 800-Meter-Strecke der Herren und gehörte auch der Meisterstaffel jenes Jahres über 4-mal 400 Meter an. Silva wurde 2002 Uruguayischer Jugend-Meister im Achtkampf und über die 110-Meter-Hürdenstrecke. Im selben Jahr gewann er auch bei den Südamerikameisterschaften im Jugendbereich den Achtkampf. Bei den ebenfalls 2002 ausgetragenen Südamerikaspielen in Brasilien sicherte er sich mit einer Zeit von 47,5 Sekunden Bronze auf der 400-Meter-Strecke. 2004 kam er bei den Südamerikanischen U23-Meisterschaften zu Meisterehren über die 400-Meter-Distanz. Auch nahm er in jenem Jahr an den Olympischen Sommerspielen 2004 teil. Seiner Erfolgsbilanz fügte er zwei Jahre später bei den Südamerikanischen U23-Meisterschaften die Goldmedaillen über 400 Meter und 400 Meter Hürden hinzu. 2005 gewann er den Zehnkampfwettbewerb der Panamerikanischen Jugendmeisterschaften. Nachdem er 2007 Uruguay bei den Panamerikanischen Spielen vertrat, folgte 2008 seine zweite Teilnahme an Olympischen Sommerspielen. Bei den Leichtathletik-Südamerikameisterschaften 2011 gewann er den Titel über die 400-Meter-Hürden-Distanz. Im selben Jahr erreichte er bei den Weltmeisterschaften in Daegu das Halbfinale und gehörte auch dem uruguayischen Team bei den Panamerikanischen Spielen 2011 in Guadalajara an.
Der von Andres Barrios trainierte Silva stand im Aufgebot der uruguayischen Mannschaft für die Olympischen Sommerspiele 2012. In London ging er über die 400-Meter-Hürdenstrecke an den Start. Dort verpasste er seine Bestzeit von 49,16 Sekunden deutlich, als er in seinem Vorlauf mit einer Zeit von 53,38 Sekunden den achten und damit letzten Platz belegte. Insgesamt erreichte er damit lediglich unter 46 das Ziel erreichenden Läufern den 45. Rang und schied bereits in der ersten Runde des Wettbewerbs aus.
Bei den Leichtathletik-Weltmeisterschaften 2013 in Moskau war Silva der einzige uruguayische Starter. Er schied auf der 400-Meter-Hürdenstrecke bereits in der ersten Runde als Sechster seines Laufs aus. Im Rahmen seiner Teilnahme an den Südamerikaspielen 2014 in Santiago de Chile gewann er über 400 Meter Hürden die Goldmedaille. Im Folgejahr gehörte er der uruguayischen Mannschaft bei den Panamerikanischen Spielen 2015 in Toronto an.

## Auszeichnungen
In den Jahren 2003 bis 2005 erhielt er jeweils eine Auszeichnung als bester Sportler. 2007 wurde Silva zum dritten Mal in Folge bei der vom Comité Olímpico Uruguayo (COU) ausgerichteten Wahl zum Sportler des Jahres in Uruguay mit dem Preis Altar Olímpico geehrt. Auch im Rahmen der Ehrungen der besten uruguayischen Sportler des Zeitraums 2009–2010 („Deportista del Año“) wurde er am 28. März 2011 seitens des COU im Teatro Solís sowohl als bester Sportler des Jahres 2009 als auch als bester Sportler des Jahres 2010 in der Sparte „Leichtathletik“ ausgezeichnet. Überdies erhielt er ein weiteres Mal den Altar Olímpico für das Jahr 2009.

## Persönliche Bestleistungen
- 100 Meter: 10,56 Sekunden, 8. April 2005, San Carlos (Wind: +0,6)
- 200 Meter: 20,80 Sekunden, 2. April 2006, Montevideo (Wind: −0,3)
- 400 Meter: 45,05 Sekunden, 17. Mai 2006, Fortaleza
- 800 Meter: 1:50,98 Minuten, 26. April 2003, Santiago
- 1000 Meter: 2:35,91 Minuten, 11. Juli 2003, Sherbrooke
- 1500 Meter: 4:14,85 Minuten, 5. Juni 2005, Rosario
- 110 Meter Hürden: 14,93 Sekunden, 18. April 2004, Montevideo (Wind: −0,2)
- 110 Meter Hürden (91,4 cm): 13,74 Sekunden, 11. Juli 2003, Sherbrooke (Wind: +1,6)
- 400 Meter Hürden: 48,65 Sekunden, 2. August 2014, São Paulo
- Hochsprung: 1,91 Meter, 4. Juni 2005, Rosario
- Stabhochsprung: 4,45 Meter, 9. Oktober 2004, Rosario
- Weitsprung: 7,57 Meter, 4. Juni 2006, Cochabamba (Wind: −0,9)
- Kugelstoßen (6 kg): 13,39 Meter, 29. Juli 2005, Windsor
- Kugelstoßen (5 kg): 14,76 Meter, 10. Juli 2003, Sherbrooke
- Diskuswurf: 37,44 Meter, 30. Juli 2005, Windsor
- Speerwurf: 52,02 Meter, 30. Juli 2005, Windsor
- Speerwurf (700 g): 43,58 Meter, 11. Juli 2003, Sherbrooke
- Achtkampf: 6456 Punkte, 11. Juli 2003, Sherbrooke
- Zehnkampf: 7641 Punkte, 30. Juli 2005, Windsor

Quelle: